# Nagykinizs, Borsod-Abaúj-Zemplén
Nagykinizs este un sat în districtul Szikszó, județul Borsod-Abaúj-Zemplén, Ungaria, având o populație de 352 de locuitori (2011). 

## Demografie
Componența etnică a satului Nagykinizs
     Maghiari (87,4%)
     Romi (12,6%)
Componența confesională a satului Nagykinizs
     Romano-catolici (49,15%)
     Reformați (30,68%)
     Fără religie (2,84%)
     Greco-catolici (1,99%)
     Necunoscută (15,34%)
     Alte religii (1,42%)
Conform recensământului din 2011, satul Nagykinizs avea 352 de locuitori. Din punct de vedere etnic, majoritatea locuitorilor (87,4%) erau maghiari, cu o minoritate de romi (12,6%). Nu există o religie majoritară, locuitorii fiind romano-catolici (49,15%), reformați (30,68%), persoane fără religie (2,84%) și greco-catolici (1,99%). Pentru 15,34% din locuitori nu este cunoscută apartenența confesională.